# تاریخچه طرح تلر–اولام

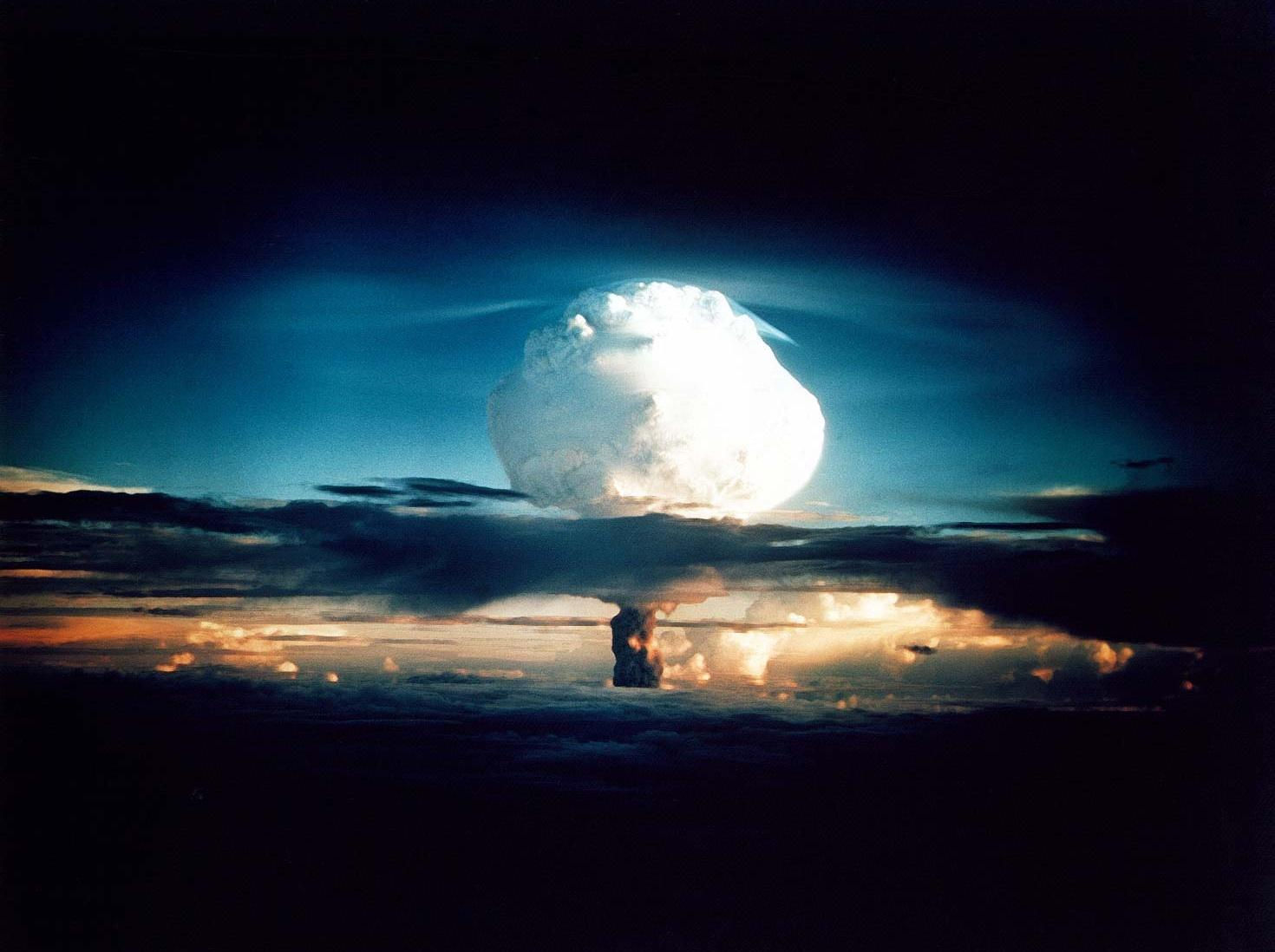
آیوی مایک؛ اولین آزمایش کامل طرح تلر–اولام با بازده ۱۰٬۴ مگاتن (۱ نوامبر۱۹۵۲)

طرح تلر–اولام مفهوم فنی پشت تسلیحات گرما هسته‌ای مدرن است که با نام بمب‌های هیدروژنی نیز شناخته می‌شوند. جزئیات این طرح اسرار نظامی است و تنها تعداد معدودی از کشورهای بزرگ آن را می‌دانند.